# Бадија ди Дулцаго (Новара)
Бадија ди Дулцаго (итал. Badia di Dulzago) је насеље у Италији у округу Новара, региону Пијемонт.
Према процени из 2011. у насељу је живело 14 становника. Насеље се налази на надморској висини од 196 м.